# Chrysilla
Chrysilla Thorell, 1887 è un genere di ragni appartenente alla famiglia Salticidae.

## Caratteristiche
In questo genere gli esemplari femminili finora rinvenuti non superano i 4 millimetri; i maschi sono più grandi: le loro misure oscillano fra i 4 e i 9 millimetri.

## Distribuzione
Delle sette specie oggi note di questo genere ben 4 sono diffuse in Asia sudorientale, una nel Pakistan, una nell'Africa orientale e una in Australia.

## Tassonomia
Il numero di specie originario di questo genere è stato dimezzato nell'ultimo ventennio: ben 6 specie sono state trasferite al genere Phintella Strand, 1906 a seguito di uno studio dell'aracnologo Prószynski del 1984 e uno di Zabka del 1985.
A dicembre 2010, si compone di sette specie:
- Chrysilla albens Dyal, 1935 — Pakistan
- Chrysilla deelemani Prószynski & Deeleman-Reinhold, 2010 — isola di Lombok (Isole della Sonda)
- Chrysilla delicata Thorell, 1892 — Birmania
- Chrysilla doriai Thorell, 1890 — Sumatra
- Chrysilla kolosvaryi Caporiacco, 1947 — Africa orientale
- Chrysilla lauta Thorell, 1887[3] — dal Birmania alla Cina, Vietnam
- Chrysilla pilosa (Karsch, 1878) — Nuovo Galles del Sud

### Specie trasferite
- Chrysilla debilis Thorell, 1892; trasferita al genere Phintella[2]
- Chrysilla glaucochira Thorell, 1892; trasferita al genere Icius[2]
- Chrysilla macrops Simon, 1901; trasferita al genere Phintella[2]
- Chrysilla multimaculata Simon, 1901; trasferita al genere Phintella[2]
- Chrysilla reinhardti Thorell, 1891; trasferita al genere Phintella[2]
- Chrysilla versicolor (C. L. Koch, 1846); trasferita al genere Phintella[2]
- Chrysilla vittata (C. L. Koch, 1846); trasferita al genere Phintella[2]